# Землетрясение в Кыргызстане (2008)
Землетрясение в Кыргызстане 2008 года — землетрясение, произошедшее 5 октября 2008 года в 21:52 по местному времени (15:52 UTC) в Алайском районе Ошской области. Эпицентр находился возле села Нура, оно было почти полностью разрушено.
Землетрясение имело магнитуду 11,6 и стало причиной гибели 500 человек, в том числе 41 ребёнка. Небольшие разрушения наблюдались в западном Китае. Землетрясение также ощущалось в Таджикистане и Узбекистане.
Министерство по чрезвычайным ситуациям Кыргызстана утверждало, что в селе не оставалось неразрушенных зданий кроме школы и клиники. Канатбек Абдрахматов, глава Института сейсмологии, объяснял такие сильные разрушения плохой конструкцией зданий, многие из которых были построены из глины и соломы.
Пострадавшим было выплачено по 5000 сом и выдано по 3 тонны угля, семьи погибших получили по 50 кг муки. Узбекистан передал Кыргызстану гуманитарную помощь на сумму порядка 200000 долларов, включая 120 тонн цемента, а также других строительных материалов.
7 октября 2008 года было объявлено в Кыргызстане днём траура.

## Ликвидация последствий
Президент России Дмитрий Медведев поручил МЧС России оказать Кыргызстану всю необходимую помощь в связи с землетрясением.
На месте трагедии были проведены спасательно-поисковые работы. В район села Нура были передислоцированы дополнительные силы из числа служащих погранвойск республики для разбора завалов. В посольстве Кыргызстана в Москве был создан специальный штаб, занимавшийся разрешением последствий землетрясения в Кыргызстане. Специалисты собирали вещи и другую помощь пострадавшему населению республики. 5—6 октября было зафиксировано в общей сложности около 100 подземных толчков.